# Stadtpolizei München

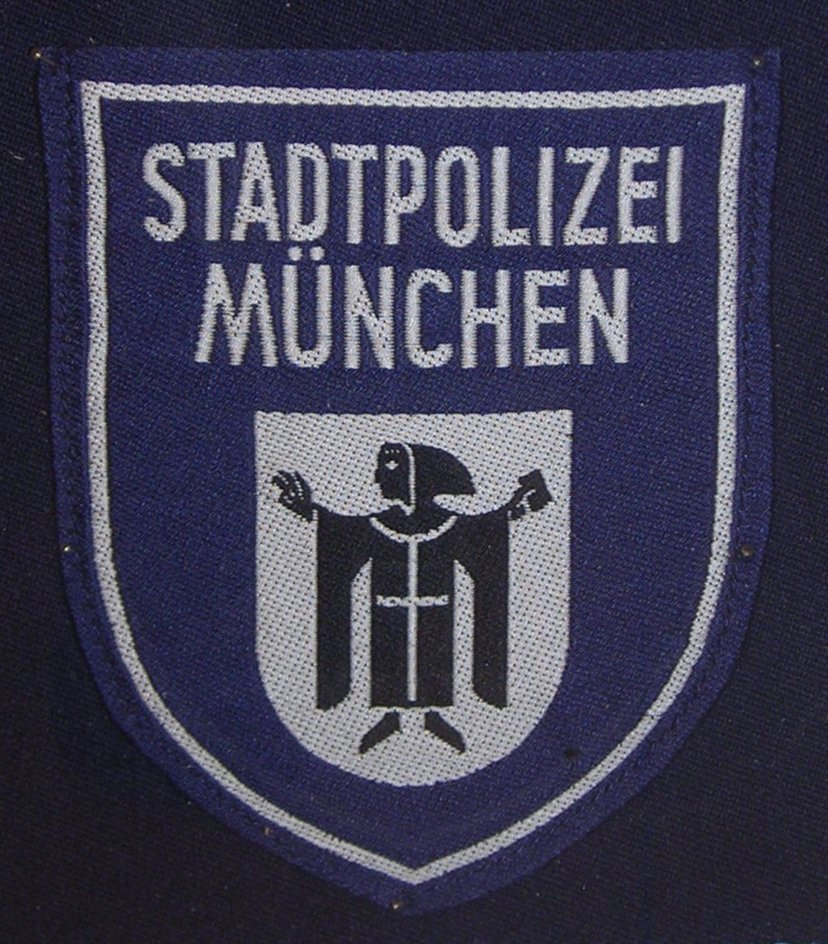
Ärmelabzeichen der Stadtpolizei, ca. 1960

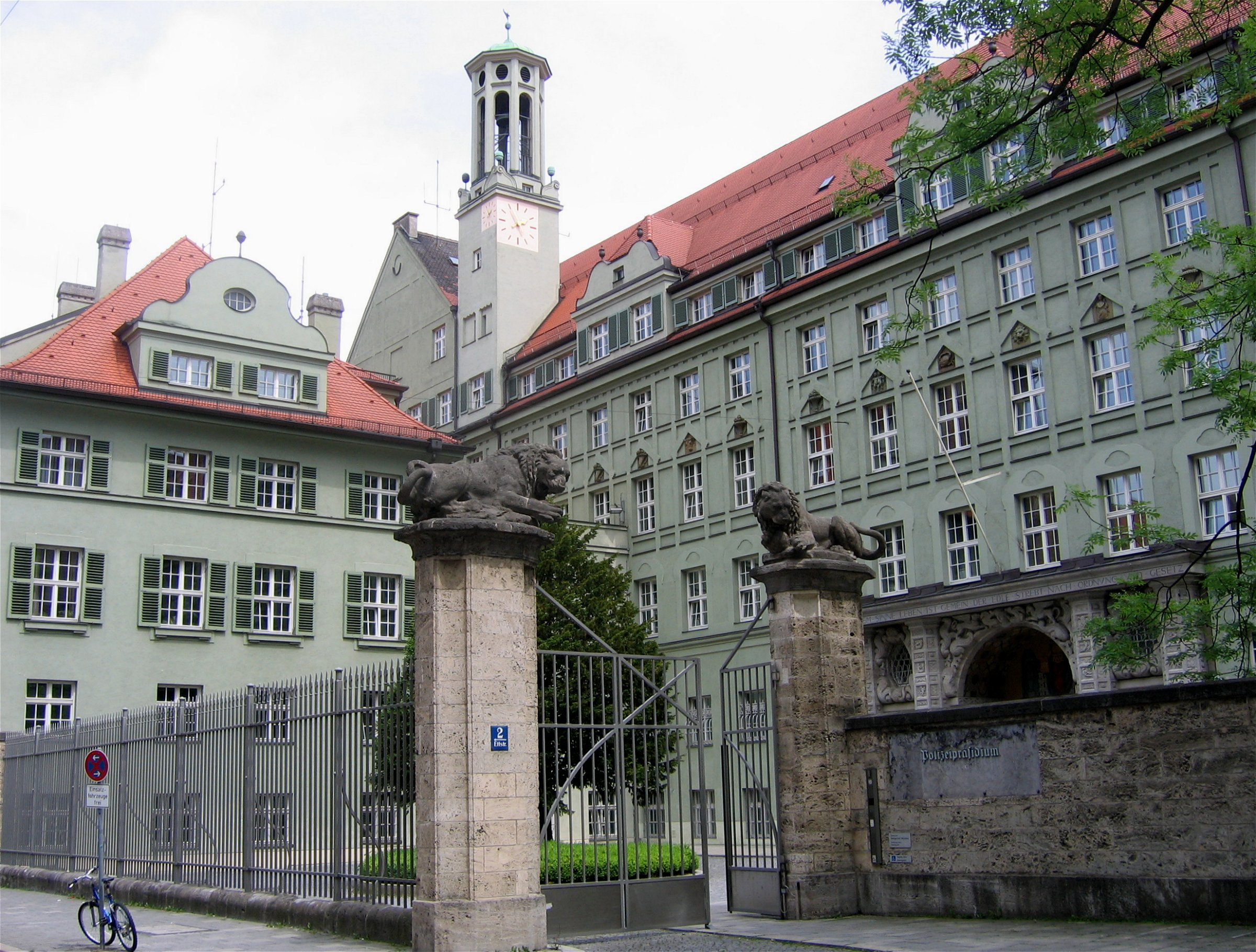
Referat 11 – Amt für öffentliche Ordnung, Dienstgebäude der Hauptverwaltung, Ettstraße 2–4 (heute Polizeipräsidium München)

Die Stadtpolizei München war die von 1945 bis 1975 existierende kommunale Polizei in München. Ebenso wie die anderen Gemeindepolizeien in Bayern war sie durch ihre blaue Uniform deutlich von der landesweit zuständigen, grün uniformierten Landpolizei zu unterscheiden. Die Stadtpolizei ging 1975 in der staatlichen Bayerischen Landespolizei (genauer im Polizeipräsidium München) auf.

## Organisation
Die Stadtpolizei München war eine städtische Behörde im Referat 11 – Amt für öffentliche Ordnung. Sie war mit rund 6000 Bediensteten die größte Gemeindepolizei in Bayern.
Das Präsidium der Stadtpolizei mit dem Dienstsitz des Polizeipräsidenten befand sich im Dienstgebäude Ettstraße 2–4 (Polizeiamt München der Stadtverwaltung München, heute Polizeipräsidium München der Bayerischen Polizei). Die Zuständigkeit der Stadtpolizei München bestand für das gesamte Stadtgebiet.
Im Dienstgebäude Ettstraße waren auch die Schutzpolizei- und die Kriminalpolizeidirektion untergebracht. Den vier Polizeiämtern Nord (am Kurfürstenplatz 5), Ost (in der St.-Martin-Straße 114), Süd (in der Pfaff-Villa, Allescherstraße 14) und West (in der Romanstraße 13) unterstanden 31 Polizeireviere und 12 Revierposten mit ca. 3.000 Schutzpolizisten (Stand 1967). Zum Polizeiamt Verkehr gehörten die Dienststellen Verkehrsregelung, Verkehrsunfälle, Verkehrsüberwachung und Verkehrsaufklärung. Ein Teil der motorisierten Sicherheitsstreifen war in einem eigenen Polizeiamt Funkstreife zusammengefasst. Als siebtes Polizeiamt bestand das Polizeiamt Ergänzungsdienste.
Im Januar 1965 kam es nach den Erfahrungen der Schwabinger Krawalle auch zur Aufstellung der ersten Einsatzhundertschaft der Stadtpolizei München. Viele der dort arbeitenden Beamten wurden in sogenannten Ledigen-Wohnheimen untergebracht. Im April 1965 wurden die ersten Polizeihostessen zur Überwachung des ruhenden Verkehrs eingestellt.
Die Stadtpolizei München verfügte auch über die bayernweit einzige Reiterstaffel.

## Geschichte

### Vorgeschichte
Mit dem Gemeindeedikt vom 17. Mai 1818, das die Polizeigewalt den Kommunen übertrug, wurden in ganz Bayern Stadt- und Gemeindepolizeien gegründet. Nur in der Haupt- und Residenzstadt München blieb die Polizei vollständig in staatlicher Hand. Auch als die dortige Gendarmeriekompanie 1898 zur Schutzmannschaft umgewandelt wurde, blieb diese als „Zivilinstitut“ weiterhin der staatlichen Polizeidirektion unterstellt. Die Bezeichnung Stadtpolizei wurde dann nach 1919 für die Einheiten der Bayerischen Landespolizei verwendet, die als staatliche Schutzpolizei für das Stadtgebiet München zuständig waren. Nach der Machtübernahme der Nationalsozialisten wurde die Polizei deutschlandweit zentralisiert und in die Sicherheitspolizei (SiPo) und die Ordnungspolizei (OrPo) unter dem Kommando von Polizeigeneral Kurt Daluege überführt, welche für die Wahrung der öffentlichen Sicherheit und Ordnung zuständig war.

### Gründung nach 1945
Die US-Armee übernahm in Bayern noch im April 1945 praktisch die Regierungs- und Polizeigewalt. Die verbliebenen deutschen Schutzpolizisten wurden entwaffnet und oft wieder auf Streife geschickt. Als Nachfolger des von den Amerikanern kurzzeitig kommissarisch berufenen Hans von Seißer wurde Franz Xaver Pitzer Mitte August 1945 Polizeipräsident von München. Mit Befehl vom 21. Januar 1946 wurden in den Ländern der amerikanischen Besatzungszone „Landpolizei(en) auf Basis des Landes“ errichtet. In Kommunen mit mehr als 5000 Einwohnern konnten kommunale Polizeien eingerichtet werden. Die kommunale Stadtpolizei München war für das gesamte Stadtgebiet Münchens zuständig.

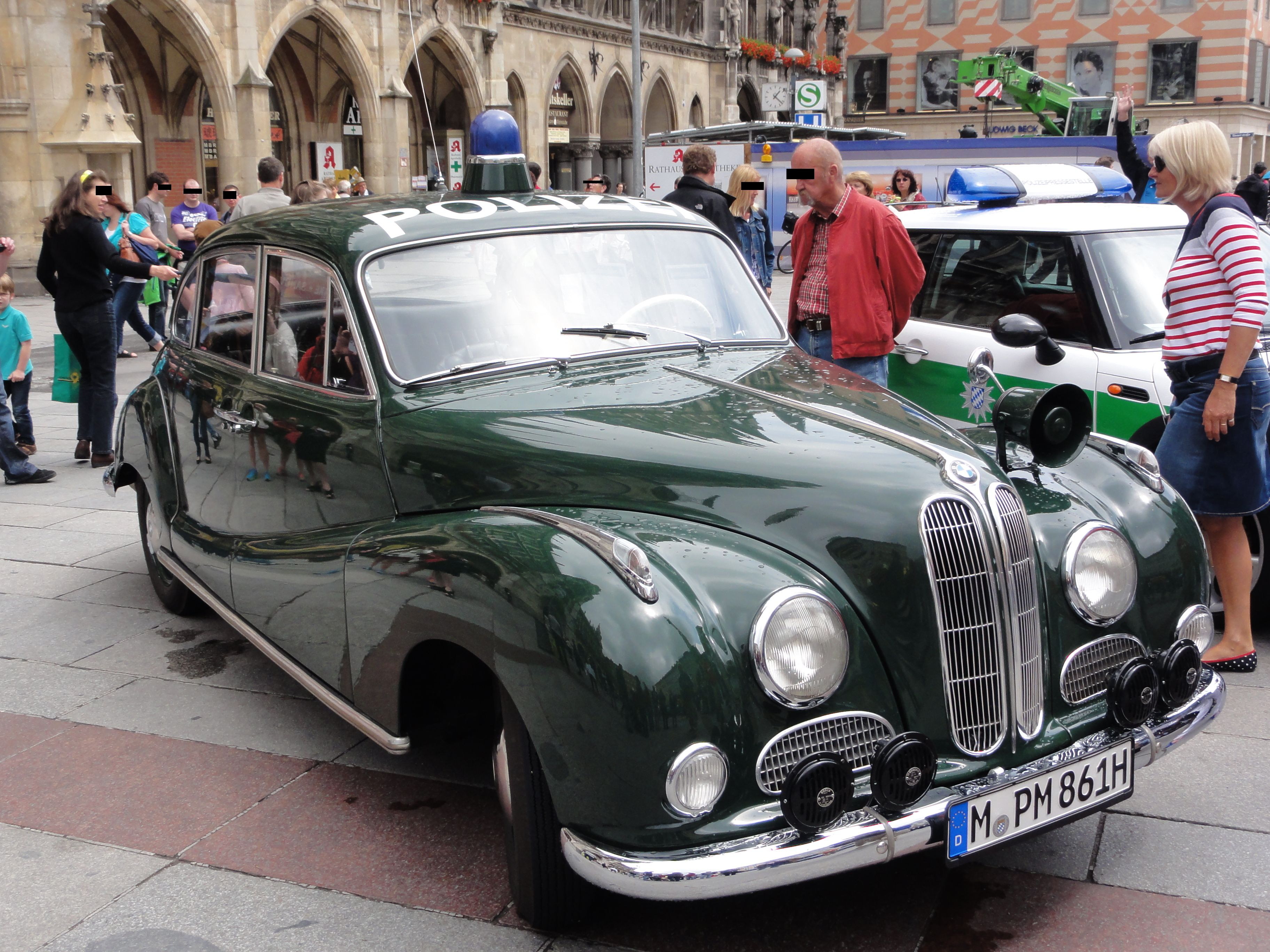
BMW 501 (71 PS), ehemaliges Einsatzfahrzeug der Funkwache („Isar 12“) der Stadtpolizei München

Am 1. Juni 1949 wurden in München die ersten Funkstreifen eingeführt. Zur Bekanntheit dieser Funkstreifen trug nicht zuletzt die von 1961 bis 1963 ausgestrahlte Fernsehserie Funkstreife Isar 12 bei. Aufgrund der Verwicklung in den sogenannten Goldschieberprozess wurde Polizeipräsident Pitzer Ende 1949 suspendiert. Vom 12. Dezember 1949 bis 1. Januar 1951 amtierte daher Ludwig Anton Weitmann als geschäftsführender Polizeipräsident. Im anschließenden Gerichtsverfahren wurde Pitzer freigesprochen, aber zum 1. Januar 1951 in den Ruhestand versetzt.

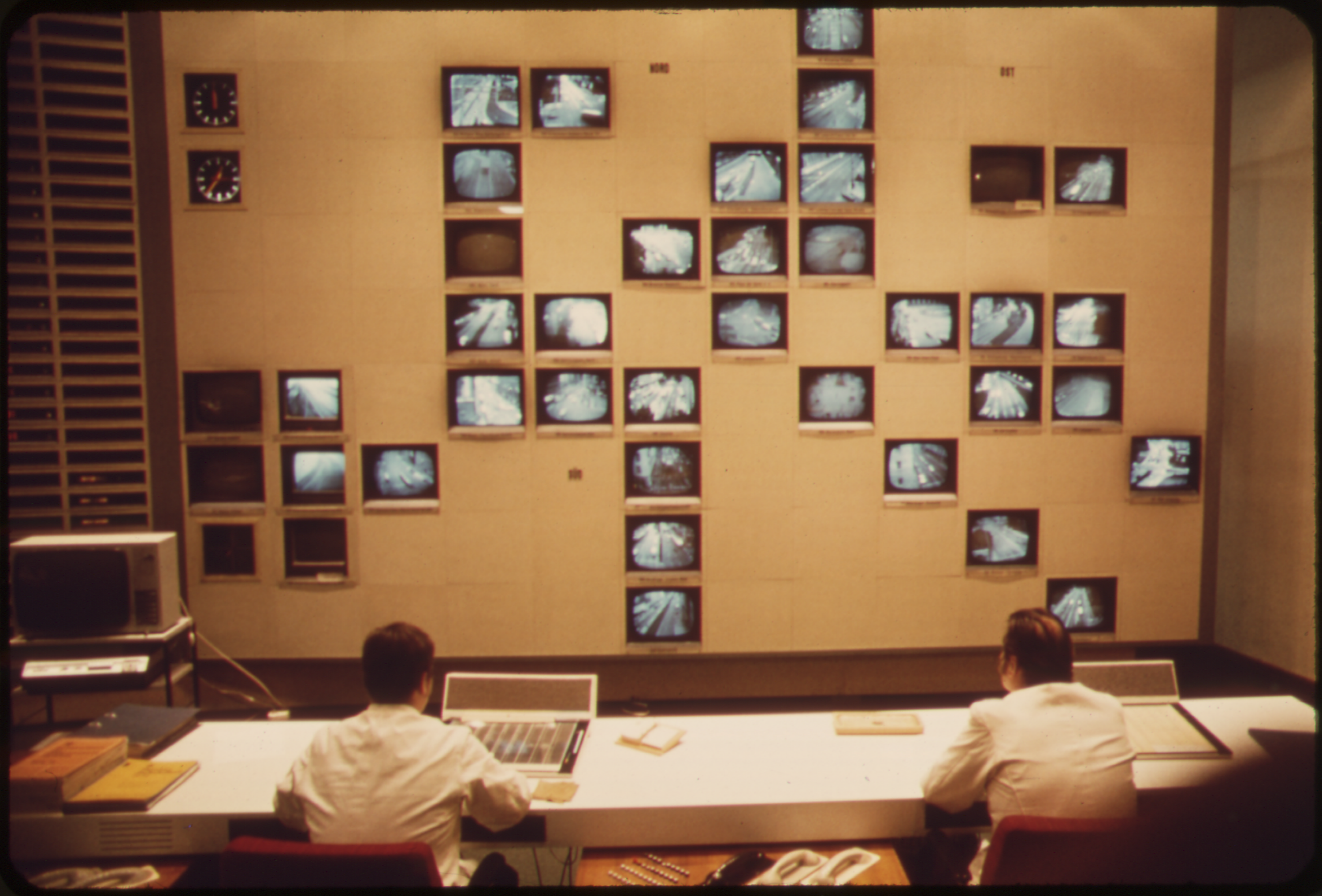
Münchner Verkehrsleitzentrale (1973)

Von 16. Juni 1952 bis 15. April 1963 amtierte als Polizeipräsident Anton Heigl. Am 17. Juli 1958 nahm er mit dem damaligen Oberbürgermeister der Landeshauptstadt München Thomas Wimmer eine der ersten Verkehrsleitzentralen der Welt in Betrieb.
Unter Heigls Ägide konnte ebenfalls 1958 der deutsche KZ-Arzt Hans Eisele nach Ägypten flüchten, was zu Rücktrittsforderungen gegen den gerade wiedergewählten Heigl im Stadtrat führte. Spätestens seit den Schwabinger Krawallen 1962, nach der die Münchner Polizei „auch jenseits der deutschen Grenzen als die weitaus rüdeste Polizei der Bundesrepublik“ bezeichnet wurde, stand Heigl bundesweit in der öffentlichen Kritik. Heigl starb 1963 nach einem Verkehrsunfall.

### „Münchner Linie“
In den 1960er Jahren gab es aufgrund der in die Kritik geratenen konfrontativen Vorgehensweise der Polizei im Münchner Stadtrat Überlegungen, das Amt des Polizeipräsidenten mit dem des Leiters des Ordnungsamtes zusammenzufassen. Die Münchner Polizeipräsidenten waren bis dahin Dezernenten, also berufsmäßige Stadträte, für sechs Jahre durch den Stadtrat gewählt.
Mit der Berufung Manfred Schreibers, von 1960 bis 1963 Kriminaldirektor und Leiter der Kriminalpolizei, änderte der Stadtrat 1963 auch den Geschäftsverteilungsplan. Schreiber wurde zum Beamten auf Lebenszeit ernannt. Unter Schreiber begann die Münchner Polizei, gegenüber öffentlichen politischen Protesten weniger konfrontative Interventionsstrategien zu verfolgen. Als Konsequenz aus den Schwabinger Krawallen wurde im Januar 1964 mit Rolf Umbach der erste Polizeipsychologe bei der Münchner Polizei eingestellt. 1968 folgte ihm in dieser Funktion Georg Sieber.
Schreiber entwickelte mit Umbach und Sieber die „Münchner Linie“ als grundlegende Richtlinie für polizeiliches Handeln. Massenproteste und Unruhen sollten demnach möglichst im Vorfeld unterbunden werden. Sollte dies nicht gelingen, wollte man auf psychologische Überzeugungstaktik setzen. Gefordert waren größere Gelassenheit gegenüber unkonventionellem Verhalten der Jugendlichen und Verzicht auf spektakuläre Gewalteinsätze. Da Schreiber die Schwabinger Krawalle für ein „massenpsychotisches Ereignis“ hielt, räumte er den Polizeipsychologen erstmals beratende Funktion in Führungs- und Einsatzfragen ein. Neben dem Polizeipsychologischen Dienst institutionalisierte er auch eine mobile Pressestelle zur Öffentlichkeitsarbeit. Erprobt wurde diese Taktik erstmals bei einem Konzert der Rolling Stones 1967, bei dem die Polizei nicht in ihrer gewohnten blauen Uniform, sondern in weißen Hemden auftrat.
Während des ersten Banküberfalls mit Geiselnahme in der Bundesrepublik am 4. August 1971 in der Münchner Prinzregentenstraße leitete Schreiber anfangs den Polizeieinsatz, bis der Münchner Oberstaatsanwalt Erich Sechser die Einsatzleitung übernahm. Bei einem Schusswechsel wurden Dimitri Todorovs Komplize Hans Georg Rammelmayr und die 19-jährige Geisel Ingrid Reppel getötet.

### Geiselnahme während der Olympischen Spiele 1972
1970 war Polizeipräsident Schreiber als Ordnungsbeauftragter des Nationalen Olympischen Komitees für Deutschland mit der Wahrnehmung aller zivilen Sicherheitsaufgaben zur Vorbereitung und Durchführung der XX. Olympischen Sommerspiele München betraut worden. Im Vorfeld hatte seine größte Sorge darin bestanden, dass München zu einem „Woodstock an der Isar“ werden könnte und dafür Sorge getragen, dass während der Spiele in Bayern keine Rockmusikfestivals stattfinden würden.
Bei der Geiselnahme von München am 5. September 1972 nahm die palästinensische Terrororganisation Schwarzer September 11 Sportler der israelischen Olympiadelegation als Geiseln und ermordete zu Beginn dieser Aktion zwei der Sportler. Anschließend wurde die Freilassung von 236, überwiegend palästinensischen, Gefangenen aus israelischer Haft gefordert. Nach einem missglückten Befreiungsversuch der Polizei und einigen Verhandlungen rückten die Geiselnehmer von ihrer Hauptforderung ab und verlangten, mit ihren Geiseln nach Ägypten ausgeflogen zu werden. Der Krisenstab gab dieser Forderung pro forma nach, plante aber eine Befreiungsaktion auf dem Bundeswehrflughafen Fürstenfeldbruck. Diese Aktion entwickelte sich aufgrund der völlig unzulänglichen Planung und der fehlenden Qualifikationen der eingesetzten Beamten zum totalen Fiasko. Alle israelischen Geiseln, die meisten der Geiselnehmer und ein Polizist wurden dabei getötet. Die Einsatztaktik der Sicherheitskräfte wurde später massiv kritisiert.

### Weitere Ereignisse
- Paketbombenanschlag auf den slowakischen Exilpolitiker Matúš Černák im Postamt 13 (Agnesstraße) am 5. Juli 1955 mit 3 Toten und 20 Verletzten
- Tödliches Attentat auf Stepan Bandera am 15. Oktober 1959 in der Kreittmayrstraße 7[16]
- Flugzeugabsturz an der Schwanthalerhöhe am 17. Dezember 1960 mit 52 Toten
- Am 1. Februar 1961 kam Polizeihauptwachtmeister Karlheinz Roth bei einem Schusswechsel in der Krumbacher Straße 10 B in München durch den Elektriker Kutscher ums Leben. PHW Roth richtete seinen Mörder anschließend noch selbst mit seiner Dienstwaffe. PHW Roth verstarb noch auf dem Weg ins Schwabinger Krankenhaus im Krankenwagen des DRK. Er hinterlässt seine Ehefrau und einen 6 Monate alten Sohn.
- Osterkrawalle 1968, bei denen zwei Menschen durch Wurfgeschosse von Demonstranten starben.[17]
- Brandanschlag auf das Altenheim der Israelitischen Kultusgemeinde in München am 13. Februar 1970 mit sieben Toten. Die Tat ist bis heute ungeklärt.[18]

### Ende der Stadtpolizei München
Im Jahr 1970 begann die Umstrukturierung der bayerischen staatlichen Polizei in regionale Schutzbereiche. Polizeidirektionen für die einzelnen Bereiche wurden gebildet, die den heute noch sieben bestehenden Präsidien unterstanden. Ziel dieser Neuorganisation war es, Schutz-, Verkehrs- und Kriminalpolizei in einer Ebene zusammenzufassen und leistungsstärkere Organisationseinheiten einzurichten. Die Gemeindepolizeien wurden dagegen Zug um Zug verstaatlicht. Am 1. August 1972 wurde die Landpolizei in Landespolizei umbenannt.
Am 1. Oktober 1975 wurde als letzte Gemeindepolizei in Bayern die Stadtpolizei München in das Polizeipräsidium München eingegliedert. Manfred Schreiber wurde zum Präsidenten des staatlichen Polizeipräsidiums München, zu dem dann auch die Zuständigkeit für den Landkreis München und eines kleinen Teils des Landkreises Starnberg kam.

## Polizeipräsidenten der Stadtpolizei München
| Name                  | Amtsantritt   | Amtsende      | Bemerkungen                                                                |
| --------------------- | ------------- | ------------- | -------------------------------------------------------------------------- |
| Hans von Seißer       | 16. Juni 1945 | 15. Aug. 1945 | kommissarisch                                                              |
| Franz Xaver Pitzer    | 15. Aug. 1945 | 12. Aug. 1949 |                                                                            |
| Ludwig Anton Weitmann | 12. Aug. 1949 | 1. Jan. 1951  | geschäftsführend                                                           |
| Anton Heigl           | 16. Juni 1952 | 15. Apr. 1963 | Tod nach LKW-Unfall am 5. April 1963 in Riederau                           |
| Manfred Schreiber     | 4. Nov. 1963  | 5. Mai 1983   | ab 1. Oktober 1975 als Präsident des staatlichen Polizeipräsidiums München |